# Ged Nash
Gerald Henry « Ged » Nash (né le 7 décembre 1975) est un homme politique du Parti travailliste irlandais qui est Teachta Dála (TD) pour la circonscription de Louth depuis 2020, et auparavant de 2011 à 2016. Il est ministre d'État chargé des Entreprises et de l'Emploi de 2014 à 2016. Il est sénateur du Panel du travail de 2016 à 2020.

## Jeunesse
Ged Nash est né le 7 décembre 1975. Son père est représentant syndical dans une usine et actif au sein du Parti travailliste. Il fréquente l'école CBS St. Joseph de Drogheda et obtient un baccalauréat en politique et en histoire de l'University College de Dublin.
Avant d'entrer en politique, Nash est consultant en relations publiques auprès des syndicats et du secteur à but non lucratif, dirigeant la société de relations publiques McCormack Nash à Drogheda. Il travaille comme directeur de la compagnie Upstate Theatre Project à Drogheda, comme enseignant au St. Oliver's Community College de Drogheda et comme conseiller de Nessa Childers pendant son mandat au Parlement européen.

## Carrière politique
Nash rejoint le Parti travailliste quand il est étudiant à l'University College de Dublin. Il est un ancien secrétaire national de la Jeunesse travailliste. Lors du référendum de 2002 sur le traité de Nice, Nash fait partie de la Drogheda Young Alliance for Yes, un groupe interpartis qui appelle à un vote « Oui ».
Nash est coopté au conseil d'arrondissement de Drogheda en 2000 pour remplacer la conseillère sortante Patsy Kirwan et siège au conseil jusqu'en 2011. Il est membre du conseil du comté de Louth pour la zone électorale locale de Drogheda de 2002 à 2011, en tant que maire de Drogheda de 2004 à 2005,.
Nash se présente aux élections générales de 2007 dans la circonscription de Louth mais n'est pas élu, obtenant 2 739 voix (4,98 % des voix).
Il est élu député du Parti travailliste pour la circonscription de Louth aux élections générales de 2011,. Il perd son siège aux élections générales de 2016.
En juillet 2014, il est nommé ministre d'État au ministère de l'Emploi, de l'Entreprise et de l'Innovation, chargé des petites et moyennes entreprises, des négociations collectives et de la commission des bas salaires,. Il assiste aux réunions du cabinet en tant que membre sans droit de vote.
Alors qu'il est ministre d'État, Nash commande la première grande étude indépendante sur les contrats à horaire réduit ou nul sur le marché du travail irlandais. La recherche est réalisée par l'Université de Limerick et publiée en novembre 2015.
En avril 2016, Nash est élu à Seanad Éireann au sein du panel du travail. Le chef du parti, Brendan Howlin, le nomme porte-parole du Parti travailliste pour l'égalité, les affaires du travail et les droits des travailleurs. Nash est ensuite le porte-parole du parti travailliste en matière de finances.
Nash est réélu au Dáil après les élections générales de 2020. Simon Carswell de The Irish Times attribue son élection à « quatre années de campagne locale sur des questions telles que la lutte contre la criminalité des gangs et l'amélioration des infrastructures hydrauliques de Drogheda ».
Après que Brendan Howlin ait annoncé son intention de démissionner de son poste de chef du Parti travailliste, Nash est considéré comme un candidat potentiel pour la direction du parti. Cependant, il renonce et soutient Aodhán Ó Ríordáin pour le poste de leader.

## Vie privée
Nash est directeur de Drogheda Youth Development, de la Calipo Theatre and Picture Company, membre du conseil d'administration du Droichead Arts Centre, membre du Drogheda Rotary Club et ancien membre de Louth VEC.
Nash est atteint de la maladie de Crohn, diagnostiquée en 1990.